# Дублевичи (Гацко)
Дублевичи (серб. Дубљевићи / Dubljevići) — село в общине Гацко Республики Сербской Боснии и Герцеговины. Население составляет 17 человек по переписи 2013 года.